# Laevagonum
Laevagonum is een geslacht van kevers uit de familie van de loopkevers (Carabidae). De wetenschappelijke naam van het geslacht is voor het eerst geldig gepubliceerd in 1952 door Darlington.

## Soorten
Het geslacht Laevagonum omvat de volgende soorten:
- Laevagonum cistelum Darlington, 1952
- Laevagonum citum Darlington, 1952
- Laevagonum frustum Darlington, 1971
- Laevagonum giluwe Darlington, 1971
- Laevagonum pertenue Darlington, 1971
- Laevagonum subcistelum Darlington, 1952
- Laevagonum subcitum Darlington, 1952